# Дакка (область)
Дакка (бенг. ঢাকা বিভাগ) — область Бангладеш, расположенная в центре государства. Административный центр — город Дакка.

## Характеристика
Площадь области — 20 593,74 км². По данным переписи 2011 года население области составляло 36 054 418 человек. Уровень грамотности взрослого населения составлял 33,05 %, что ниже среднего уровня по Бангладеш (43,1 %). Мужчин: 51,63 %, женщин: 48,37 %. Религиозный состав населения: мусульмане — 89,51 %, индуисты — 9,64 %, христиане — 0,5 %, буддисты — 0,03 %, прочие — 0,32 %.

## Округа
- Газипур (Gazipur)
- Гопалгандж (Gopalganj)
- Дакка (Dhaka)
- Кишоргандж (Kishoreganj)
- Мадарипур (Madaripur)
- Маникгандж (Manikganj)
- Муншигандж (Munshiganj)
- Нараянгандж (Narayanganj)
- Нарсингди (Narsingdi)
- Раджбари (Rajbari)
- Тангайл (Tangail)
- Фаридпур (Faridpur)
- Шариатпур (Shariatpur)